# Джоузеф Ноел Патън
Сър Джоузеф Ноел Патън (на английски: Joseph Noel Paton) е шотландски художник.

## Биография и творчество
Джоузеф Ноел Патън е роден на 13 декември 1821 г. в Дъмферлейн, Файф, Шотландия, в семейството на тапицерите и тъкачи Джоузеф Нийл Патън и Катрин Макдърмид. Той продължава за кратко време семейния бизнес. Има силни артистични наклонности и следва за кратко в Кралската академия в Лондон през 1843 г. Брат е на Амелия Робъртсън Хил и Уолтър Хю Пейтън. Освен това има един брат – Арчибалд, и две му сестри Катрин и Алексия, които всички умират, докато са малки. В по-късна възраст Сър Джоузеф издига паметник на гроба на родителите и починалите си роднини.
Рисува в стила на прерафаелитите и рисува картини с исторически, приказни, алегорични и религиозни теми. Първата му картина, показана публично, е „Рут Гленинг“, изложена в Кралската шотландска академия през 1844 г. Той печели редица награди за труда си, включително и за две от най-известните си работи „Кавгата на Оберон и Титания“ (1846 – изложена в Кралската шотландска академия) и „Помиряването на Оберон и Титания“ (1847 – в Уестминстър хол) – и двете днес достъпни за обществеността в Националната галерия на Шотландия.
Джоузеф Ноел Патън умира на 26 декември 1901 г. в Единбург.

## Галерия
- „Оберон и русалката“ (1888)
- „Хеспер“ (1857)
- „Размишленията на Данте“ (1852)
- „Сър Галахад“
- „Убийството на Паоло и Франческа“
- „Помиряването на Оберон и Титания“
- „Как ангелът пренася сър Галахад през морето в лодка с весла“ (1888)
- „Кървавата почивка по време на лова“ (1855)